# Nevio Zeccara
 (janvier 2020).
Si vous disposez d'ouvrages ou d'articles de référence ou si vous connaissez des sites web de qualité traitant du thème abordé ici, merci de compléter l'article en donnant les références utiles à sa vérifiabilité et en les liant à la section « Notes et références ».
Nevio Zeccara (1er décembre 1924 à Rovigo en Italie - 8 avril 2005 à Rome) est un dessinateur de bande dessinée italien  qui a été beaucoup publié dans les petits formats français.

## Biographie
Après avoir suivi les cours de l’école des Beaux-Arts de Gênes puis effectué quelques travaux au studio de Boccasile, Nevio Zeccara s'installe à Rome. Il commence alors une carrière de graphiste publicitaire puis débute dans la bande dessinée à la fin des années 1940 avec divers récits d’aventures dans Ted, Jim Brady ou encore Super Tascabile. 
Certains ont été traduits par l’éditeur Impéria dans les petits formats Super-Boy ou Crack et aussi par Lug comme le western Texas (Texas Bill, 1948-49) dans Fox 17-41 ; l'auteur participe aussi à des récits sur l'aviation, des histoires fantastiques et des westerns pour Il Vittorioso à partir de 1952, avec notamment la longue saga Il grande gelo o Mille metri sotto, La piste des violents (1956), publiée en France dans Cassidy et Tex Tone, Tala Rock un western publié en 1957 et traduit dans Indians, Kit Carson et Mandrake et de nombreux autres récits de science-fiction traduits dans Garry. 
Il a aussi illustré des séries érotiques comme Hessa dans les années 1960 puis Willy West et Gigi Strip dans Il Giorno dei Ragazzi (1963). En 1967, il publie Computer dans Vitt. Il fait partie de l’équipe des dessinateurs du studio Giolitti, produisant des planches pour diverses séries à l’étranger et notamment pour le marché nord-américain (Gold Key) avec les deux premiers épisodes de l’adaptation en comic book de Star Trek à partir de 1967-68, publiée en France par Sagédition (dans Rintintin et Rusty 2e série n° 103 et 104), des épisodes de La 4e dimension ainsi qu’une série fantastique, Les pionniers de l'inconnu (Explorers of the unknown, publiée par Sagédition dans Vedettes TV présente). 
Pour la Grande-Bretagne, il a dessiné Battler Britton dans Thriller Comics (série publiée en France par Impéria dans le pocket homonyme), des récits de guerre dans War Picture Library disséminés dans les différents petits formats de guerre d’Impéria (Attack, Rapaces, Panache, Navy, Rangers) et Phantom for five dans Buster (Les 5 As chez Impéria).
Dans les années 1970, il travaille de nouveau pour le marché italien principalement dans Il Giornalino, jusqu’aux années 2000 : Max Martin de 1971 à 1975 (textes de Mario Basari) publié en France dans Marco Polo 165-180, Gli Astrostoppisti en 1971 (texte de Barca et Castelli) publié dans Vick 35-42 sous le titre Les bourlingueurs de l'espace, L’operazione Cobra, Ricorda Corea, Il giorno che rapiromo, Un caso urgente, Il fabricante di mondi, Salvate Venezia, I diabloclici sosia, Lo spazzino dello spazio, Il pianeta degli uomini sapiens, Kriss Boyd en 1976 (texte de Renata Gelardini), Baby Sitter Cercasi, Jerry lo sciocco, Viaggio nel computer, La machina del tempo, Viaggio nell’universino dell’energia, Allarme Rosso puis dans les années 1980, Il fiume proibito, L’ultimo dei Canterville et Viaggio nel telefono (1985), Topeka Smith de 1986  à 1992 (textes de M. Cominelli), L’Eternauta en 1989-90, Space Universe en 1996 et la série Metal city depuis 1996 (texte de Raoul Traverso). 
Dans les années 1980-90, il réalise également diverses adaptations pour Il Giornalino comme Il pradatori dell’arca perduta d’après Spielberg en 1981, Robur, il Conquistatore d’après Jules Verne en 1984, Satas e Nelly en 1988, Kadach en 1990, Jurassik Park (texte Ramello) en 1993, puis Il mondo perdutto en 1995, La battaglia di Memphis en 1996, Hollywood in divisa en 1997, etc.